# Acromitoides purpurus
Acromitoides purpurus är en manetart som först beskrevs av Mayer 1910.  Acromitoides purpurus ingår i släktet Acromitoides och familjen Catostylidae. Inga underarter finns listade i Catalogue of Life.